# Unicredit Bank (Russland)
Die AO Unicredit Bank (russisch ЮниКредит Банк; Eigenschreibweise UniCredit), bis Ende 2007 als International Moscow Bank bekannt (kurz IMB, Международный Московский Банк) ist eine russische Universalbank mit Sitz in Moskau. Sie ist eine hundertprozentige Tochtergesellschaft der italienischen Großbank Unicredit.

## Geschichte

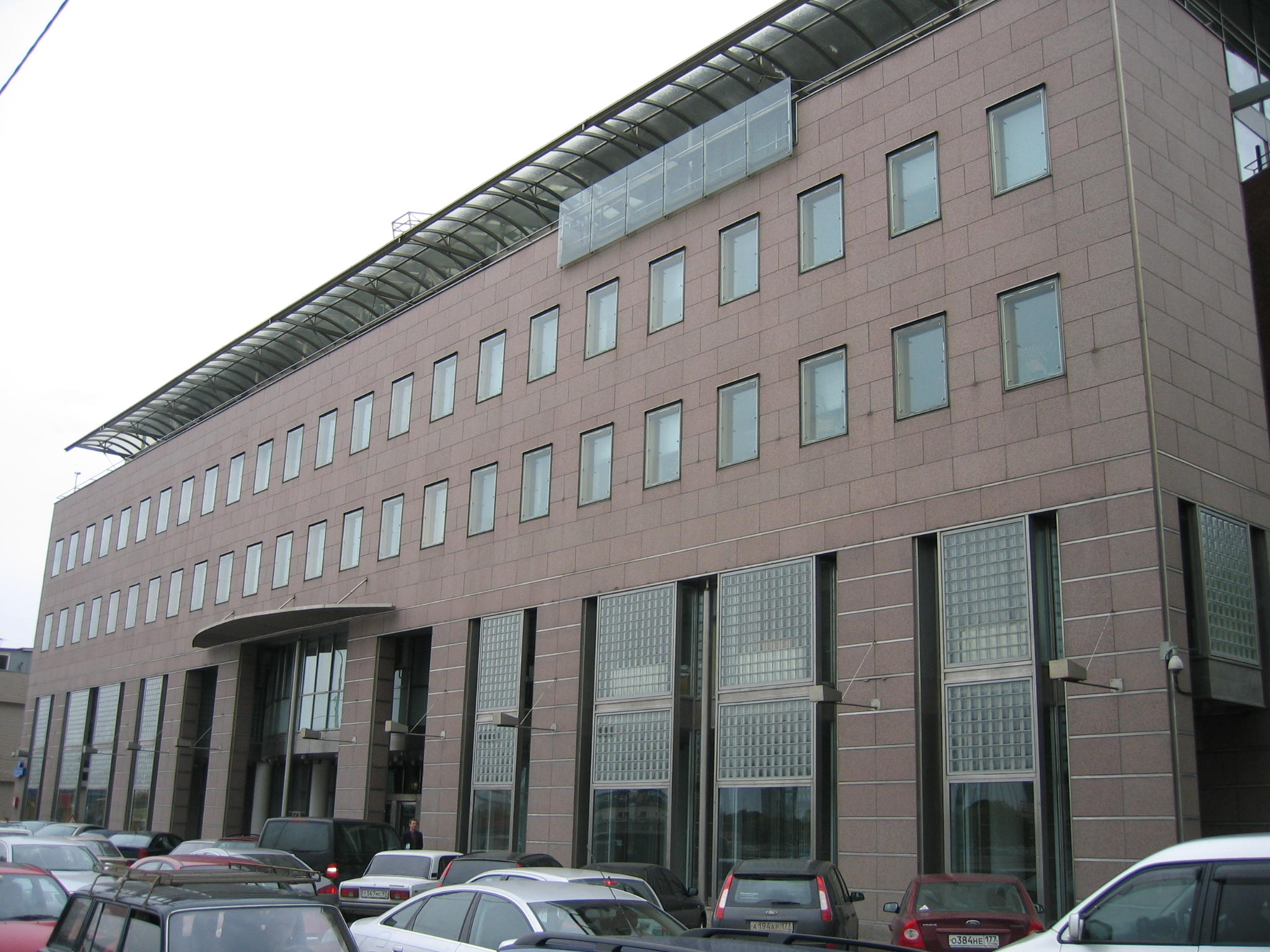
Das Moskauer Hauptquartier der UniCredit Bank

Die Bank wurde am 19. Oktober 1989 von russischen (Vneshekonombank, Sberbank, Promstroibank) und internationalen Banken (Bayerische Vereinsbank AG, Creditanstalt-Bankverein, Banca Commerciale Italiana, Crédit Lyonnais, Kansallis-Osake-Pankki) in Moskau gegründet. Seit 1990 ist die Bank Mitglied von SWIFT.
Im darauffolgenden Jahr 1991 erhielt die IMB als erste russische Bank die Lizenz zum Durchführen von Fremdwährungstransaktionen. Diese Lizenz ermöglichte es der Bank die Geschäftsfelder Internationaler Zahlungsverkehr und Außenhandel auszubauen.
Am 1. Oktober 2001 fusionierte die IMB als Folge der Übernahme der Bank Austria Creditanstalt durch die Hypovereinsbank mit der Bank Austria Creditanstalt (Russland). Vor dem Zusammenschluss war die IMB vor allem im Firmenkundengeschäft tätig während die Bank Austria Creditanstalt (Russland) vor allem im Retailgeschäft vertreten war.
Im Mai 2022 hatte der Oligarch Wladimir Olegowitsch Potanin die Bank für einen Rubel zu kaufen versucht.